# Palazzo municipale (Castel Goffredo)
Le Palazzo Municipale (en italien : Palazzo Municipale di Castel Goffredo) est l'hôtel de ville de Castel Goffredo, dans Piazza Mazzini; il est le siège de la municipalité de Castel Goffredo, en Italie.

## Histoire
L'ancien bâtiment communal (domus Comunis) (ou Palazzo del Vicario) a été placé sur le côté droit de la Torre Civica dans l'ancienne "Piazza del Ponte dell'Olmo"; semble être présent depuis 1337, lorsque Castel Goffredo, avec un acte public du notaire Giacomino Gandolfi, se plaça sous la protection de Louis Ier de Mantoue, le premier capitaine du peuple (capitano del Popolo) de la ville de Mantoue.
Ce bâtiment a été cédé en 1480, passant en propriété à Ludovico Gonzaga (1460-1511), évêque de Mantoue et marquis de Castel Goffredo, qui avait l'intention d'en faire sa résidence. Il est donc possible de faire l'hypothèse que la structure actuelle a été construite après la vente susmentionnée. Chaque année, le quartier général était réuni dans la maison qui, composée de tous les chefs de famille, nommait le Conseil pour s'occuper des missions de service public.

## Description
La façade principale la plus ancienne surplombant la piazza Mazzini est de style néoclassique .
Au rez-de-chaussée il y a la "Loggia delle grida" ou "Loggia della Magnifica Comunità" où se trouvait le quartier. Une plaque commémorative à droite de l'entrée rappelle la bataille de Solférino du 24 juin 1859 et du maréchal français François Certain de Canrobert.
Au premier étage, il y a quatre fenêtres avec un balcon central. La salle du conseil, au plafond orné de fresques (1850) récemment restaurée, abritait au XIXe siècle le théâtre municipal de la ville.
À l'intérieur, dans un style moderne, se trouve une sculpture en fer du sculpteur mantouan Ferruccio Bolognesi (1924-2002) représentant les personnages de l'Énéide de Virgile qui, selon certains chercheurs, est né sur le territoire de Castel Goffredo.

## Collection d'art municipal
Dans la salle du conseil, la collection d'art est exposée, avec des œuvres représentant Castel Goffredo au XXe siècle.
Il y a aussi un autel en marbre datant du Ier siècle av. J.-C. et du Ier siècle dédié à Mercure, trouvé fin 1900 dans le quartier de Poiano et portant l'inscription suivante: LVI / MERCUR / VSLM ..